# Эль-Фаллуджа
Эль-Фаллу́джа (араб. الفلوجة‎ al-Fallūjah, местн. [el.fɐl.ˈluː.dʒɐ]) — город в Ираке. Расположен в провинции Анбар, примерно в 57 км западнее Багдада, на реке Евфрат. Часто упоминается как «город мечетей» — в самом городе и близлежащих деревнях было построено более 200 мечетей. Фаллуджа имеет давнюю историю, однако широкую международную известность получила только в 1991 году во время операции «Буря в пустыне» и особенно в 2003—2004 годах во время Иракской войны.

## История
Фаллуджа является очень древним городом. Существуют свидетельства, что этот район был населён ещё во времена Вавилонского государства. Известно, что город под названием Мисихе уже существовал во времена Сасанидской империи. В 1-м тысячелетии в Фаллудже (Пумбедите) находилась одна из важнейших иудейских академий. В эпоху Оттоманской империи Фаллуджа была незначительным населённым пунктом на дороге западнее Багдада.
После Первой мировой войны контроль над территорией современного Ирака перешёл к Великобритании. В 1920 году в Фаллудже вспыхнуло антибританское восстание, в ходе которого возле города погиб высокопоставленный британский офицер подполковник Жерар Личмэн. Восстание было подавлено.
В 1941 году во время короткой войны между Великобританией и прогерманским правительством Ирака возле Фаллуджи произошло сражение, завершившееся победой британцев.
На 1947 год население Фаллуджи составляло всего около 10 000 человек. По мере развития экономики Ирака Фаллуджа стала стремительно расти, чему способствовало её расположение на одной из главных дорог страны. Во время правления Саддама Хусейна город был одним из оплотов правящего режима. В этот период в городе был построен ряд индустриальных предприятий.

### «Буря в пустыне»
В феврале 1991 года во время операции «Буря в пустыне» удары авиации Многонациональных сил по Фаллудже дважды приводили к жертвам среди местного населения. Обе атаки были предприняты против моста через Евфрат. В первом случае британские «Торнадо» сбросили две бомбы на главный городской рынок. Во втором случае американской авиации удалось поразить мост, одна из бомб упала на ещё один городской рынок. В результате двух атак погибло около 200 и было ранено 500 мирных жителей.

### Иракская война
Во время вторжения войск международной коалиции в Ирак в марте-апреле 2003 года Фаллуджа почти не пострадала, так как дислоцировавшиеся в ней иракские подразделения покинули свои позиции без боя. После завершения активной фазы боевых действий город подвергся массовым мародёрствам, что частично объясняется его близостью к багдадской тюрьме Абу-Грейб, из которой Саддам Хусейн перед своим свержением отпустил всех заключённых, в том числе уголовников.
В Фаллуджу вступили подразделения 82-й воздушно-десантной дивизии США, что вызвало недовольство местных жителей, надеявшихся, что американские войска расположатся вне городской черты. В мае-июне начались нападения на отдельные американские патрули. Уже к концу лета 2003 года город считался главным оплотом развернувшегося в Центральном Ираке (в районе «Суннитского треугольника») партизанского движения. В конце 2003 и начале 2004 года возле Фаллуджи были сбиты три американских вертолёта. В самом городе сложилась напряжённая ситуация. Формально он по-прежнему находился под контролем войск США, однако здесь действовало большое число боевиков, располагавших значительным количеством оружия.
В марте 2004 года 82-я воздушно-десантная дивизия передала контроль в провинции Аль-Анбар подразделениям морской пехоты США. Попытка морских пехотинцев подавить повстанческое движение привела в конце месяца к вооружённым столкновениям в центре Фаллуджи, поставившим под сомнение степень контроля американских сил над городом. 31 марта в засаду попал конвой американской частной охранной фирмы «Блэкуотер». Четверо наёмников были убиты, их тела пронесены через город и повешены на мосту. Видеозапись события была показана по всем мировым телеканалам. После этого эпизода стало очевидно, что Фаллуджа полностью контролируется партизанским движением.

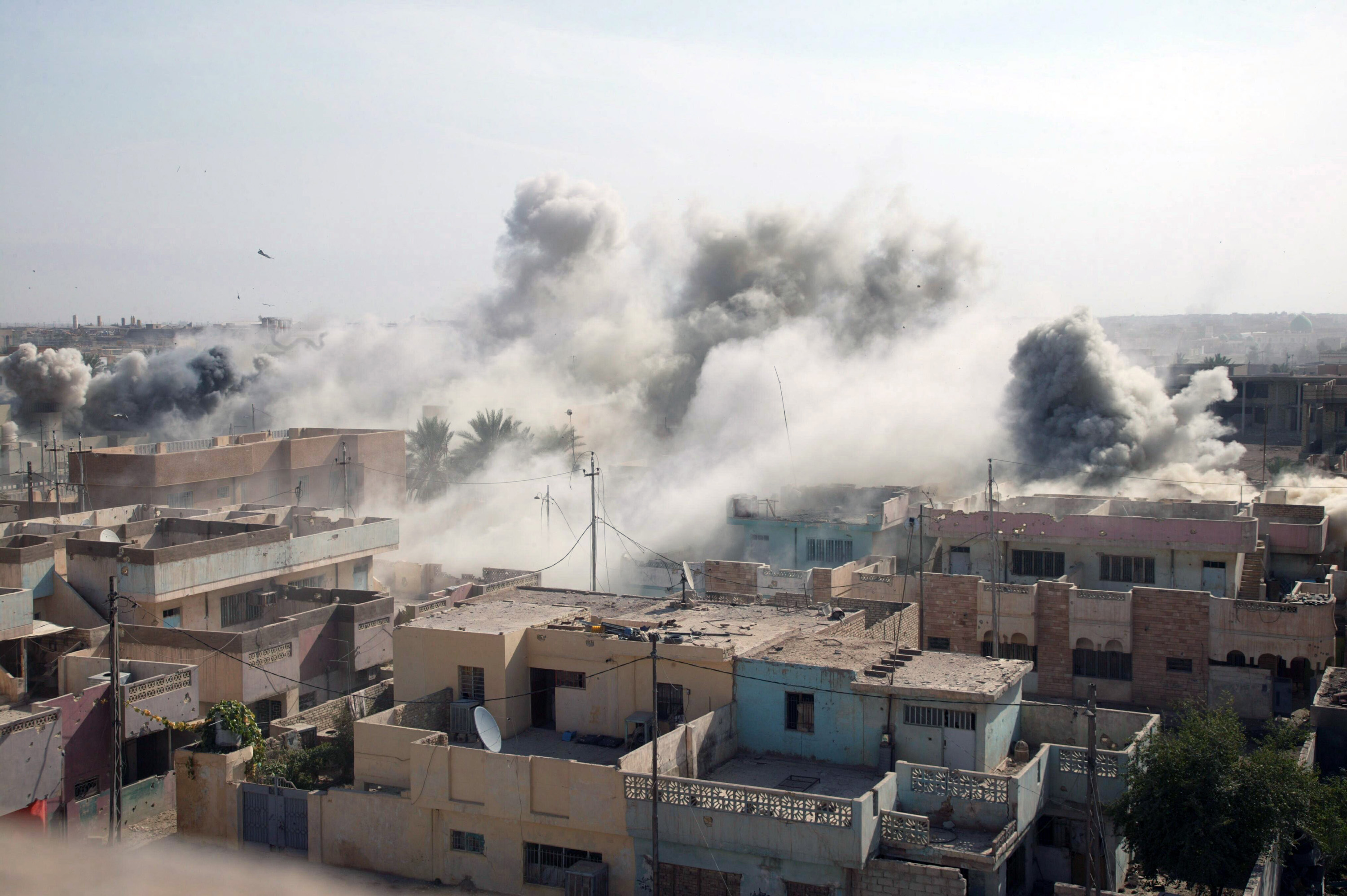
Авиаудар в Фаллудже, ноябрь 2004

К городу были переброшены американские войска, 5 апреля начавшие операцию Vigilant Resolve при поддержке частных военных компаний — первый штурм Фаллуджи. Американское командование недооценило силы боевиков, находившиеся в городе. Наступавшие войска были остановлены и увязли в уличных боях. Одновременно по всему Ираку началось шиитское восстание, и перебросить в Фаллуджу подкрепления стало невозможно. В конце месяца между морской пехотой и боевиками было заключено соглашение о перемирии, в целом продержавшееся до осени, несмотря на отдельные стычки. После подавления шиитского восстания и передачи власти иракской администрации силы США осенью начали наступление с целью окончательной ликвидации опорных баз партизан. В октябре начались переговоры со старейшинами Фаллуджи о мирном выходе боевиков из города. После провала переговоров 8 ноября 2004 года началась американо-иракская операция «Phantom Fury» — второй штурм города. В ней участвовали американские войска, войска частных военных компаний и Иракские правительственные войска при массированной поддержке авиации и артиллерии. После ожесточённых боёв к концу месяца силы боевиков были выбиты из города. Как и в ходе первого штурма, имелись значительные жертвы среди мирного населения, а город подвергся большим разрушениям. Сообщалось, что только во время ноябрьского сражения в городе было полностью разрушено около 9000 домов, то есть примерно четверть всего жилого фонда.
После взятия Фаллуджи ситуация в городе на некоторое время стабилизировалась, однако уже во второй половине 2005 года боевики начали возвращаться сюда, свидетельством чему стали вновь участившиеся нападения на американских солдат.

### Под властью ИГИЛ
В январе 2014 года СМИ сообщили о том, что город был захвачен боевиками из группировки «Исламское государство Ирака и Леванта» (ИГИЛ).
23 мая 2016 года премьер-министр Ирака Хайдер аль-Абади объявил о старте военной операции по освобождению Эль-Фаллуджи от террористов ИГИЛ.
30 мая СМИ сообщили, что штурм города правительственными войсками и шиитскими ополченцами «перешёл в завершающую стадию». Численность обороняющих город боевиков оценивалась в 1200 человек, при том что в городе оставалось около 50 000 человек гражданского населения.
1 июня сообщалось о том, что правительственные войска достигли центра города. Однако 2 июня стало ясно, что натиск правительственных войск на Фаллуджу захлебнулся.
26 июня вновь поступили сообщения АП о вытеснении ИГИЛ из города.

### В культуре
Упоминается в фильме-боевике «Падение Лондона».
Упоминается в фильме-боевике «Парни со стволами».